# Psyllaephagus compactus
Psyllaephagus compactus är en stekelart som först beskrevs av Girault 1923.  Psyllaephagus compactus ingår i släktet Psyllaephagus och familjen sköldlussteklar. Inga underarter finns listade i Catalogue of Life.